# Tinago-Wasserfall
Der Tinago-Wasserfall ist ein Wasserfall in der Nähe von Iligan City auf der Insel Mindanao in der Provinz Lanao del Norte im Süden der Philippinen. Er ist neben dem María-Cristina-Wasserfall und dem Limunsudan-Wasserfall eine der wichtigsten Sehenswürdigkeiten der Stadt Iligan City, die auch den Beinamen Stadt der majestätischen Wasserfälle besitzt.
Das Wort Tinago hat seinen Ursprung in der Sprache Filipino und heißt so viel wie „versteckt“, da die Fälle von einer langgezogenen Klamm verborgen werden. Um zu den Fällen zu gelangen, ist es erforderlich, eine etwa 500-stufige gewundene Treppe herabzusteigen.
Das Wasser fällt aus einer Höhe von 73 m über Kaskaden in ein tiefes und ruhiges Becken, das wie eine blaue Lagune erscheint und eine Tiefe von mehr als 16 m hat.  Unter dem Wasserfall befindet sich eine kleine Höhle, die man betreten kann, um sich dort von dem Dröhnen des Wassers beeindrucken zu lassen.

## Geographie
Der Tinago-Wasserfall liegen im Gebiet des Barangay (Ortsteils) Ditucalan, Iligan City, obgleich sie ebenso von der Gemeinde Linamon beansprucht werden. Sie sind eine von 20 Wasserfällen in der Umgebung der Stadt Iligan City und fast 14 Kilometer von dessen Stadtzentrum entfernt.

## Legende
Der Legende zufolge gab es einst einen einflussreichen und mächtigen Sultan namens Agok, der mit seiner Frau mit Stolz und Selbstsucht über seine Untertanen herrschte. Als die Frau des Sultans schwanger war, besuchte sie eine als Bettlerin verkleidete Zauberin und erbat deren Hilfe. Doch ihr Hilfegesuch blieb bei der Herrscherfamilie ungehört und man schickte sie fort. Da verfluchte die Zauberin das Paar, auf das ihr Kind hässlich werden würde, aber diese nahmen die Worte der Frau nicht ernst und verbannten die Zauberin für immer aus ihrem Reich.
Als das Mädchen zur Welt kam, war es tatsächlich hässlich, weshalb das Paar traurig und enttäuscht war, da sie erwarteten, das Kind würde so schön werden wie seine Mutter. So versteckten sie das Kind aus Peinlichkeit in einer Höhle, in der das Baby namens Tin-Ag, was „verstecktes Gesicht“ bedeutet, leben musste. Die Eltern kümmerten sich um das Kind und besuchten ihre Tochter oft in der Höhle. Nachdem das Mädchen erwachsen war, kam es aus der Höhle und war überrascht von ihrem eigenen Antlitz. Die Zauberin, die ihre Eltern verflucht hatte, sah sie und unterbreitete ihr das Angebot, sie in etwas von großer Schönheit und Pracht zu verwandeln. Sie nahm das Angebot an und so wurde aus ihr der Tinago-Wasserfall.